# فريتز فون ميلر
فريتز فون ميلر (بالألمانية: Fritz von Miller)‏ هو صائغ ذهب ألماني، ولد في 11 نوفمبر 1840 في ميونخ في ألمانيا، وتوفي بنفس المكان في 29 ديسمبر 1921.